# Yinpeng
Yinpeng (kinesiska: 殷棚, 殷棚乡) är en socken i Kina. Den ligger i provinsen Henan, i den centrala delen av landet, omkring 340 kilometer söder om provinshuvudstaden Zhengzhou. Antalet invånare är 9 868. Befolkningen består av 4 830 kvinnor och 5 038 män. Barn under 15 år utgör 29,0 %, vuxna 15-64 år 56 %, och äldre över 65 år 13,0 %. Yinpeng ligger vid sjön Wuyue Shuiku.
Genomsnittlig årsnederbörd är 1 378 millimeter. Den regnigaste månaden är juli, med i genomsnitt 253 mm nederbörd, och den torraste är december, med 18 mm nederbörd.